# Shaqir Haruni
Shaqir Haruni (* 27. Mai 1999 in Vlora) ist ein albanischer Fußballspieler.

## Karriere
Haruni begann seine Karriere in der Jugendverein von KS Flamurtari Vlora. 2017 unterzeichnete er seinen ersten Profivertrag mit KS Flamurtari Vlora. Sein Debüt in der Kategoria Superiore, der höchsten albanischen Liga, gab er am 23. Mai 2018 in einem Auswärtsspiel gegen FK Kukësi, das mit einem 2:2-Unentschieden endete. Während seiner Zeit bei Flamurtari absolvierte er insgesamt 35 Ligaspiele und erzielte dabei zwei Tore. In der Saison 2017–2018 wurde er an KS Korabi Peshkopi ausgeliehen, das in der zweitklassigen Kategoria e parë spielte. Nach seiner Rückkehr zu Flamurtari wechselte Haruni im Jahr 2020 zu KF Oriku. 2023 spielte er für den Verein KF Apolonia Fier, ebenfalls in der Kategoria e parë.